# Niels Kaj Jerne

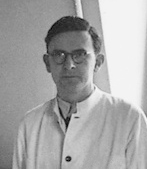
Niels Kaj Jerne (1950)

Niels Kaj Jerne (* 23. Dezember 1911 in London, Vereinigtes Königreich; † 7. Oktober 1994 in Castillon-du-Gard (bei Nîmes), Gard, Frankreich) war ein dänischer Mediziner und Immunologe. 1984 erhielt er den Nobelpreis für Physiologie oder Medizin.

## Leben und Wirken
Jerne wuchs in England und den Niederlanden auf, wo er ab 1928 in Leiden Medizin studiert hatte. Später setzte er das Studium in Kopenhagen fort, wo er nach dem erfolgreichen Abschluss eine Stelle als wissenschaftlicher Mitarbeiter an dem Staatlichen Dänischen Serum-Institut bekam. In den Jahren 1956 bis 1962 war Jerne leitender Mitarbeiter bei der Weltgesundheitsorganisation in Genf. Danach war er Leiter der mikrobiologischen Abteilung der University of Pittsburgh und von 1966 bis 1969 Direktor des Paul-Ehrlich-Instituts in Frankfurt am Main.
Von 1969 bis 1980 war Jerne Direktor des von dem Pharmakonzern Hoffmann-La Roche neu gegründeten „Institut für Immunologie Basel“. Ab 1980 verlagerte Jerne den Schwerpunkt seiner Tätigkeit nach Frankreich, wo er als Berater beim renommierten Institut Pasteur in Paris tätig war.

## Wissenschaftliche Leistungen
1984 erhielt er zusammen mit Georges J. F. Köhler und César Milstein den Nobelpreis für Physiologie oder Medizin „für Theorien über den spezifischen Aufbau und die Steuerung des Immunsystems“. Jerne schuf mit seinen Arbeiten die Voraussetzungen für die Herstellung monoklonaler Antikörper durch Verschmelzen von Immun- und Tumorzellen. Darüber hinaus entwickelte er eine experimentelle Methode zum Erkennen einzelner Immunzellen, indem er die Plaquetechnik des quantitativen Einzelnachweises von Viren, die von Renato Dulbecco entwickelt wurde, auf das Immunsystem übertrug. Die größte Leistung von Jerne war seine Netzwerktheorie, in der er das geregelte Zusammenwirken der zahlreichen Zelltypen des Immunsystems erklärte. Dadurch bereitete er den Weg für die genetische Aufklärung der großen Antikörpervielfalt eines Organismus, die in den Arbeiten von Susumu Tonegawa ihren Abschluss fanden.

## Mitgliedschaften und Ehrungen
Jerne war Mitglied der Königlich Dänischen Akademie der Wissenschaften. 1970 erhielt er einen Gairdner Foundation International Award. 1967 wurde er in die American Academy of Arts and Sciences gewählt, 1975 in die National Academy of Sciences, 1979 in die American Philosophical Society. und 1981 in die Académie des sciences.